# Vészhelyzet (9. évad)
Ez az oldal tartalmazza a Vészhelyzet tévésorozat 9. évadja epizódjainak listáját. Ezenfelül megtalálható a vetítés első időpontja az amerikai NBC csatornán.
| Epizód | Évad | Premier              | Tartalom                                                 |
| ------ | ---- | -------------------- | -------------------------------------------------------- |
| 180    | 9x1  | 2002. szeptember 26. | (Chaos Theory / Káosz elmélet)                           |
| 181    | 9x2  | 2002. október 3.     | ( Dead Again / Feltámadt Halott )                        |
| 182    | 9x3  | 2002. október 10.    | (Insurrection / Lázadás)                                 |
| 183    | 9x4  | 2002. október 17.    | (Walk Like a Man / Kelj fel, és járj!)                   |
| 184    | 9x5  | 2002. október 31.    | (A Hopeless Wound / Súlyos sebek)                        |
| 185    | 9x6  | 2002. november 7.    | (One Can Only Hope / Amíg élünk, remélünk)               |
| 186    | 9x7  | 2002. november 14.   | (Tell Me Where It Hurts / Mi fáj? Gyere, Mesélj!)        |
| 187    | 9x8  | 2002. november 21.   | (First Snowfall / Hideg napok)                           |
| 188    | 9x9  | 2002. december 5.    | (Next of Kin / Közeli rokon)                             |
| 189    | 9x10 | 2002. december 12.   | (Hindsight / Késő bánat)                                 |
| 190    | 9x11 | 2003. január 9.      | (A Little Help from My Friends / Barát a bajban)         |
| 191    | 9x12 | 2003. január 16.     | (A Saint in the City / Szentnek lenni nehéz)             |
| 192    | 9x13 | 2003. január 30.     | (No Good Deed Goes Unpunished / Jaj a jótevőnek!)        |
| 193    | 9x14 | 2003. február 6.     | (No Strings Attached / Feltörő emlékek)                  |
| 194    | 9x15 | 2003. február 13.    | (A Boy Falling Out of the Sky / Gyere hozzám feleségül!) |
| 195    | 9x16 | 2003. február 20.    | (A Thousand Cranes / Bosszúvágy)                         |
| 196    | 9x17 | 2003. március 13.    | (The Advocate / Mellékhatás)                             |
| 197    | 9x18 | 2003. április 3.     | (Finders Keepers / Hatalomátvétel)                       |
| 198    | 9x19 | 2003. április 24.    | (Things Change / Kaotikus állapotok)                     |
| 199    | 9x20 | 2003. május 1.       | (Foreign Affairs / Zűrös ügyek)                          |
| 200    | 9x21 | 2003. május 8.       | (When Night Meets Day / Napfogyatkozás)                  |
| 201    | 9x22 | 2003. május 15.      | (Kisangani / Afrikai küldetés)                           |